# 哈斯丁 (明尼苏达州)
哈斯丁（英語：Hastings）是一個位於美國明尼蘇達州達科他縣及華盛頓縣的都市。根據2010年美國人口普查，該地共人口22172人，而該地的面積約為28.96平方千米。同時該地也是達科他縣的縣治。

## 地理
哈斯丁的座標為44°44′00″N 92°51′00″W / 44.73333°N 92.85000°W，而該地的平均海拔高度為222米（即725英尺）。